# قائمة ألعاب بليتش
هناك عدة ألعاب فيديو مقتبسة من مانغا وأنمي بليتش للمؤلف تايت كوبو. تتكون الألعاب معظمها من ألعاب تمرير جانبي قتالية، ولكنها تتضمن أيضًا أنواعًا أخرى مثل ألعاب تقمص أدوار تكتيكية و‌ألعاب أكشن تقمص الأدوار. معظم الألعاب تعيد حكاية حبكة المانغا، وحكاية إيتشيغو كوروساكي و‌أصدقائه. بعض الألعاب، مع ذلك، قد انحرفت عن المصدر الأصلي وحبكت قصصًا أصلية وشخصيات. وأُصدرت الألعاب على عدة منصات منزلية و‌محمولة يدويًا.
أول لعبة فيديو أُصدرت مقتبسة من سلسلة بليتش كانت بليتش: حرارة الروح، والتي ظهرت في 24 مارس 2005، وآخر الإصدارات هي بليتش: إحياء الروح، والتي أُصدرت في شمال أمريكا في 2 أغسطس 2011 وبليتش: معركة بانكاي، لعبة شبكة اجتماعية والتي أُصدرت في اليابان في 14 أبريل 2014. توجد 23 لعبة تحمل اسم بليتش، ولا تتضمن الثلاث ألعاب المتقاطعة - جمب سوبر ستارز و‌جمب ألتيميت ستارز و‌جاي-ستارز فيكتوري فيرسيس - والتي تتميز بشخصيات من سلاسل أنمي ومانغا عديدة من شونن جمب الأسبوعية. معظم ألعاب بليتش قد أُصدرت فقط في اليابان، ورغم ذلك قامت سيغا بترخيص أول لعبة على منصة وي وأول ثلاث ألعاب على منصة نينتندو دي إس لأمريكا الشمالية وأستراليا وأوروبا. استقبال الألعاب كان متفاوتًا، يتراوح من «أفضل لعبة قتالية» بالنسبة إلى بليتش: نصل المصير، إلى «(ليس) مجهود أوليّ سيء، ولكن المنافسة ستترك هذه اللعبة للغبار» بالنسبة إلى بليتش: النصل المحطم.

## سلاسل

### بليتش: مقاتلو النصول
بليتش: مقاتلو النصول (Bleach〜ブレイド・バトラーズ〜) هي سلسلة ألعاب قتالية ثلاثية الأبعاد بتظليل رسومي تطورها راكجين وتنشرها كونامي.
| العنوان                                                            | التفاصيل                                                                                                |
| ------------------------------------------------------------------ | --- |
| بليتش: مقاتلو النصل تاريخ الإصدار الأصلي: اليابان 12 أكتوبر 2006   | سنوات الإصدار وفقاً للمشغل: 2006—بلاي ستيشن 2                                                            |
| بليتش: مقاتلو النصل تاريخ الإصدار الأصلي: اليابان 12 أكتوبر 2006   | ملاحظات: - تتميز بنمط مباريات رباعية التنافس - أُصدرت بعلامة الأفضل في 25 أكتوبر 2007 في اليابان         |
| بليتش: مقاتلو النصل 2 تاريخ الإصدار الأصلي: اليابان 27 سبتمبر 2007 | سنوات الإصدار وفقاً للمشغل: 2007—بلاي ستيشن 2                                                            |
| بليتش: مقاتلو النصل 2 تاريخ الإصدار الأصلي: اليابان 27 سبتمبر 2007 | ملاحظات: - تتميز بوجود 36 شخصية لاعبة - تتميز اللعبة بوجود نمطي المباريات الرباعية التعاونية والتنافسية |

### بليتش دي إس
سلسلة بليتش دي إس هي قائمة من الألعاب ثنائية الأبعاد. أول لعبتين كانتا لعبتين قتاليتين طورتهما تريجر. كل الألعاب الأربعة نشرتها سيغا.
| العنوان | التفاصيل |
| --- | --- |
| بليتش: نصل المصير تاريخ الإصدار الأصلي: اليابان 26 يناير 2006 أ.ش. 9 أكتوبر 2007 أوروبا 29 فبراير 2008 أوس 28 فبراير 2008    | سنوات الإصدار وفقاً للمشغل: 2006—نينتندو دي إس |
| بليتش: نصل المصير تاريخ الإصدار الأصلي: اليابان 26 يناير 2006 أ.ش. 9 أكتوبر 2007 أوروبا 29 فبراير 2008 أوس 28 فبراير 2008    | ملاحظات: - لعبة فيديو قتالية - أُصدرت في اليابان باسم بليتش دي إس: مصير يجري في السماء الزرقاء (Bleach DS 蒼天に駆ける運命 بليتش دي إس سوتِن ني كاكيرو أونميه) - تتميز باتصال نينتندو بالواي فاي لتسمح باللعب الجماعي - أُصدرت في 22 مايو 2008 بليتش دي إس: مصير يجري في السماء الزرقاء (نسخة الصفقة) (Bleach DS 蒼天に駆ける運命お買い得版 بليتش دي إس سوتِن ني كاكيرو أونميه)             |
| بليتش: أرواح مظلمة تاريخ الإصدار الأصلي: اليابان 15 فبراير 2007 أ.ش. 7 أكتوبر 2008 أوروبا 13 مارس 2009 أوس 12 مارس 2009      | سنوات الإصدار وفقاً للمشغل: 2007—نينتندو دي إس |
| بليتش: أرواح مظلمة تاريخ الإصدار الأصلي: اليابان 15 فبراير 2007 أ.ش. 7 أكتوبر 2008 أوروبا 13 مارس 2009 أوس 12 مارس 2009      | ملاحظات: - لعبة فيديو قتالية - تتميز باتصال نينتندو بالواي فاي لتسمح باللعب الجماعي - أُصدرت في اليابان باسم بليتش دي إس 2: القداس الخافق الأسود (Bleach DS 2nd 黒衣ひらめく鎮魂歌 بليتش دي إس سكند كوكوي هيراميكو ريكويم) - أُصدرت في 22 مايو 2008 بليتش دي إس 2: القداس الخافق الأسود (نسخة الصفقة) (Bleach DS 2nd 黒衣ひらめく鎮魂歌お買い得版 بليتش دي إس سكند كوكوي هيراميكو ريكويم) |
| بليتش: الشبح الثالث تاريخ الإصدار الأصلي: اليابان 26 يونيو 2008 أ.ش. 15 سبتمبر 2009 أوروبا 12 فبراير 2010 أوس 11 فبراير 2010 | سنوات الإصدار وفقاً للمشغل: 2008—نينتندو دي إس |
| بليتش: الشبح الثالث تاريخ الإصدار الأصلي: اليابان 26 يونيو 2008 أ.ش. 15 سبتمبر 2009 أوروبا 12 فبراير 2010 أوس 11 فبراير 2010 | ملاحظات: - لعبة تقمص أدوار تكتيكية على عكس الألعاب القتالية التقليدية - تتميز بأنظمة لعب جماعي |
| بليتش دي إس 4: جالب اللهب تاريخ الإصدار الأصلي: اليابان 6 أغسطس 2009                                                         | سنوات الإصدار وفقاً للمشغل: 2009—نينتندو دي إس |
| بليتش دي إس 4: جالب اللهب تاريخ الإصدار الأصلي: اليابان 6 أغسطس 2009                                                         | ملاحظات: - لعبة تمرير جانبي منصات على عكس الألعاب القتالية التقليدية - أُصدرت في اليابان باسم بليتش دي إس 4: جالب اللهب (Bleach DS 4th：フレイム・ブリンガー بليتش دي إس فورث فوريمو بورينغا) |

### بليتش على منصات نينتندو المنزلية
سلسلة بليتش على منصات نينتندو المنزلية هي مجموعة من الألعاب القتالية تنشرها سيغا، حيث أول لعبتين طورتهما بوليغون ماجيك وفيرسس كروسيد طورتها تريجر.
| العنوان | التفاصيل |
| --- | --- |
| بليتش جي سي: التقاء الشينيغامي في الشفق تاريخ الإصدار الأصلي: اليابان 8 ديسمبر 2005                                          | سنوات الإصدار وفقاً للمشغل: 2005—نينتندو غيم كيوب |
| بليتش جي سي: التقاء الشينيغامي في الشفق تاريخ الإصدار الأصلي: اليابان 8 ديسمبر 2005                                          | ملاحظات: - أُصدرت في اليابان باسم بليتش جي سي: التقاء الشينيغامي في الشفق (Bleach GC 黄昏にまみえる死神 بليتش جي سي تاسوغاري ني ماميرو شينيغامي) - تتضمن نمط معركة ثنائية اللاعبين |
| بليتش: النصل المحطم تاريخ الإصدار الأصلي: اليابان 14 ديسمبر 2006 أ.ش. 9 أكتوبر 2007 أوروبا 29 فبراير 2008 أوس 28 فبراير 2008 | سنوات الإصدار وفقاً للمشغل: 2006—وي |
| بليتش: النصل المحطم تاريخ الإصدار الأصلي: اليابان 14 ديسمبر 2006 أ.ش. 9 أكتوبر 2007 أوروبا 29 فبراير 2008 أوس 28 فبراير 2008 | ملاحظات: - أُصدرت في اليابان باسم بليتش وي: النصل المحطم (Bleach Wii 白刃きらめく輪舞曲 بليتش وي هاكوجين كيراميكو روندو) - تتميز بنمط معركة ثنائية اللاعبين |
| بليتش: فيرسس كروسيد تاريخ الإصدار الأصلي: اليابان 18 ديسمبر 2008                                                             | سنوات الإصدار وفقاً للمشغل: 2008—وي |
| بليتش: فيرسس كروسيد تاريخ الإصدار الأصلي: اليابان 18 ديسمبر 2008                                                             | ملاحظات: - أُصدرت في اليابان باسم بليتش: فيرسس كروسيد (Bleach バーサス・クルセイド بليتش باساسو كوروسيدو، بليتش: حملة الضد) - زوار الموقع الرسمي كان مسموحًا لهم بالتصويت على أي ثنائي من الشخصيات كانوا يريدون على غلاف اللعبة؛ الثنائي الفائز كان إيتشيغو كوروساكي و‌روكيا كوتشيكي - تتميز بأنظمة لعب جماعي |

### بليتش: حرارة الروح
بليتش: حرارة الروح (Bleach: ヒート・ザ・ソウル) هي سلسلة ألعاب قتالية طورتها إيتينغ ونشرتها كونامي.
| العنوان                                                          | التفاصيل |
| ---------------------------------------------------------------- | --- |
| بليتش: حرارة الروح تاريخ الإصدار الأصلي: اليابان 24 مارس 2005    | سنوات الإصدار وفقاً للمشغل: 2005—بلاي ستيشن بورتبل |
| بليتش: حرارة الروح تاريخ الإصدار الأصلي: اليابان 24 مارس 2005    | ملاحظات: - تتميز بنمط مواجهة تنافسية بين اللاعبين - أُصدرت بعلامة الأفضل في 2 مارس 2006 في اليابان                                                                                                 |
| بليتش: حرارة الروح 2 تاريخ الإصدار الأصلي: اليابان 1 سبتمبر 2005 | سنوات الإصدار وفقاً للمشغل: 2005—بلاي ستيشن بورتبل |
| بليتش: حرارة الروح 2 تاريخ الإصدار الأصلي: اليابان 1 سبتمبر 2005 | ملاحظات: - تتميز بنمط مواجهة تنافسية بين اللاعبين - أُصدرت بعلامة الأفضل في 30 نوفمبر 2006 في اليابان                                                                                              |
| بليتش: حرارة الروح 3 تاريخ الإصدار الأصلي: اليابان 20 يوليو 2006 | سنوات الإصدار وفقاً للمشغل: 2006—بلاي ستيشن بورتبل |
| بليتش: حرارة الروح 3 تاريخ الإصدار الأصلي: اليابان 20 يوليو 2006 | ملاحظات: - تتميز بنمط مواجهة تنافسية بين اللاعبين - أُصدرت بعلامة الأفضل في 20 سبتمبر 2007 في اليابان                                                                                              |
| بليتش: حرارة الروح 4 تاريخ الإصدار الأصلي: اليابان 24 مايو 2007  | سنوات الإصدار وفقاً للمشغل: 2007—بلاي ستيشن بورتبل |
| بليتش: حرارة الروح 4 تاريخ الإصدار الأصلي: اليابان 24 مايو 2007  | ملاحظات: - تتميز بنمط مواجهة تنافسية بين اللاعبين - أُصدرت بعلامة الأفضل في 3 يوليو 2008 في اليابان                                                                                                |
| بليتش: حرارة الروح 5 تاريخ الإصدار الأصلي: اليابان 15 مايو 2008  | سنوات الإصدار وفقاً للمشغل: 2008—بلاي ستيشن بورتبل |
| بليتش: حرارة الروح 5 تاريخ الإصدار الأصلي: اليابان 15 مايو 2008  | ملاحظات: - تتميز اللعبة بنمطي لعب تنافسي وتعاوني بين اللاعبين - أُصدرت بعلامة الأفضل في 9 يوليو 2009 في اليابان                                                                                    |
| بليتش: حرارة الروح 6 تاريخ الإصدار الأصلي: اليابان 14 مايو 2009  | سنوات الإصدار وفقاً للمشغل: 2009—بلاي ستيشن بورتبل 2010—متجر بلاي ستيشن |
| بليتش: حرارة الروح 6 تاريخ الإصدار الأصلي: اليابان 14 مايو 2009  | ملاحظات: - تتميز بنمطي لعب تنافسي وتعاوني بين اللاعبين - متاحة للتحميل من متجر بلاي ستيشن - تحتوي على نسخة تجريبية من لعبة بليتش: مهرجان الروح 2 - أُصدرت بعلامة الأفضل في 3 يونيو 2010 في اليابان |
| بليتش: حرارة الروح 7 تاريخ الإصدار الأصلي: اليابان 2 سبتمبر 2010 | سنوات الإصدار وفقاً للمشغل: 2010—بلاي ستيشن بورتبل 2013—متجر بلاي ستيشن |
| بليتش: حرارة الروح 7 تاريخ الإصدار الأصلي: اليابان 2 سبتمبر 2010 | ملاحظات: - تتميز بنمط معركة رباعية اللاعبين - متاحة للتحميل من متجر بلاي ستيشن - تحتوي على أكثر من 80 شخصية لاعبة - أُصدرت بعلامة الأفضل في 24 يناير 2013 في اليابان                               |

### بليتش: مهرجان الروح
بليتش: مهرجان الروح (Bleach: ソゥル・カーニバル) هي مجموعة من ألعاب أكشن تقمص الأدوار طورتها ونشرتها كونامي.
| العنوان                                                            | التفاصيل |
| ------------------------------------------------------------------ | --- |
| بليتش: مهرجان الروح تاريخ الإصدار الأصلي: اليابان 23 أكتوبر 2008   | سنوات الإصدار وفقاً للمشغل: 2008—بلاي ستيشن بورتبل 2010—متجر بلاي ستيشن                                                             |
| بليتش: مهرجان الروح تاريخ الإصدار الأصلي: اليابان 23 أكتوبر 2008   | ملاحظات: - تتميز بتصميمات تشويه فائق للشخصيات - أُصدرت بعلامة الأفضل في 14 يناير 2010 في اليابان - متاحة للتحميل من متجر بلاي ستيشن |
| بليتش: مهرجان الروح 2 تاريخ الإصدار الأصلي: اليابان 10 ديسمبر 2009 | سنوات الإصدار وفقاً للمشغل: 2009—بلاي ستيشن بورتبل، متجر بلاي ستيشن                                                                 |
| بليتش: مهرجان الروح 2 تاريخ الإصدار الأصلي: اليابان 10 ديسمبر 2009 | ملاحظات: - تحتوي على أكثر من 120 شخصية - متاحة للتحميل من متجر بلاي ستيشن                                                          |

## ألعاب منفردة
| العنوان | التفاصيل |
| --- | --- |
| بليتش أدفانس: كوريناي ني سومارو سول سوسايتي تاريخ الإصدار الأصلي: اليابان 21 يوليو 2005                                   | سنوات الإصدار وفقاً للمشغل: 2005—غيم بوي أدفانس |
| بليتش أدفانس: كوريناي ني سومارو سول سوسايتي تاريخ الإصدار الأصلي: اليابان 21 يوليو 2005                                   | ملاحظات: - لعبة أكشن - طورتها ونشرتها سيغا - تتميز بنمط مواجهة عبر استخدام كابل توصيل |
| بليتش: هاناتاريشي يابو تاريخ الإصدار الأصلي: اليابان 16 فبراير 2006                                                       | سنوات الإصدار وفقاً للمشغل: 2006—بلاي ستيشن 2 |
| بليتش: هاناتاريشي يابو تاريخ الإصدار الأصلي: اليابان 16 فبراير 2006                                                       | ملاحظات: - لعبة أكشن تقمص الأدوار - طورتها ونشرتها كونامي - أُصدرت بعلامة الأفضل في 25 أكتوبر 2007 في اليابان |
| بليتش: إراباريشي تاماشي تاريخ الإصدار الأصلي: اليابان 4 أغسطس 2005                                                        | سنوات الإصدار وفقاً للمشغل: 2005—بلاي ستيشن 2 |
| بليتش: إراباريشي تاماشي تاريخ الإصدار الأصلي: اليابان 4 أغسطس 2005                                                        | ملاحظات: - لعبة فيديو أكشن - طورتها أسبكت ونشرتها كونامي - أُصدرت بعلامة الأفضل في 25 أكتوبر 2007 في اليابان |
| بليتش: إحياء الروح تاريخ الإصدار الأصلي: اليابان 23 يونيو 2011 أ.ش. 2 أغسطس 2011 أوروبا 16 سبتمبر 2011 أوس 22 سبتمبر 2011 | سنوات الإصدار وفقاً للمشغل: 2011—بلاي ستيشن 3 |
| بليتش: إحياء الروح تاريخ الإصدار الأصلي: اليابان 23 يونيو 2011 أ.ش. 2 أغسطس 2011 أوروبا 16 سبتمبر 2011 أوس 22 سبتمبر 2011 | ملاحظات: - لعبة فيديو أكشن - طورها جابان ستوديو و‌راكجين، ونشرتها كونامي - الإصدار الأولي أتى مع ثلاثة حلقات قابلة للتحميل من أنمي بليتش (الحلقات 190–192) من بلاي ستيشن نيتورك - أُصدرت بعلامة الأفضل في 24 يناير 2013 في اليابان |
| بليتش: معركة البانكاي تاريخ الإصدار الأصلي: اليابان 14 أبريل 2014                                                         | سنوات الإصدار وفقاً للمشغل: 2014—آي أو إس، أندرويد |
| بليتش: معركة البانكاي تاريخ الإصدار الأصلي: اليابان 14 أبريل 2014                                                         | ملاحظات: - لعبة شبكة اجتماعية - طورتها أوراتا ونشرتها غري |
| بليتش: أرواح شجاعة تاريخ الإصدار الأصلي: اليابان 23 يوليو 2015 أ.ش. 13 يناير 2016                                         | سنوات الإصدار وفقاً للمشغل: 2015—آي أو إس، أندرويد |
| بليتش: أرواح شجاعة تاريخ الإصدار الأصلي: اليابان 23 يوليو 2015 أ.ش. 13 يناير 2016                                         | ملاحظات: - لعبة فيديو أكشن - طورتها ونشرتها كيه لاب غيمز |
| بليتش: الفردوس المفقود تاريخ الإصدار الأصلي: اليابان 29 سبتمبر 2017                                                       | سنوات الإصدار وفقاً للمشغل: 2017—آي أو إس، أندرويد |
| بليتش: الفردوس المفقود تاريخ الإصدار الأصلي: اليابان 29 سبتمبر 2017                                                       | ملاحظات: - لعبة فيديو أكشن و‌مكان - طورتها ونشرتها لاين |

### ألعاب أخرى
| العنوان                                                                    | التفاصيل |
| -------------------------------------------------------------------------- | --- |
| جمب سوبر ستارز تاريخ الإصدار الأصلي: اليابان 8 أغسطس 2005                  | سنوات الإصدار وفقاً للمشغل: 2005—نينتندو دي إس |
| جمب سوبر ستارز تاريخ الإصدار الأصلي: اليابان 8 أغسطس 2005                  | ملاحظات: - لعبة فيديو قتالية - طورتها نينتندو و‌غانباريون، ونشرتها نينتندو - تتميز اللعبة بمرحلة واحدة وشخصية لاعبة واحدة وخمس شخصيات معاونة من سلسلة بليتش          |
| جمب ألتيميت ستارز تاريخ الإصدار الأصلي: اليابان 23 نوفمبر 2006             | سنوات الإصدار وفقاً للمشغل: 2006—نينتندو دي إس |
| جمب ألتيميت ستارز تاريخ الإصدار الأصلي: اليابان 23 نوفمبر 2006             | ملاحظات: - لعبة فيديو قتالية - طورتها نينتندو وغانباريون، ونشرتها نينتندو - تتميز اللعبة بمرحلة واحدة وأربع شخصيات لاعبة و13 شخصية معاونة من سلسلة بليتش            |
| جاي-ستارز فيكتوري فيرسيس تاريخ الإصدار الأصلي: اليابان 19 مارس 2014        | سنوات الإصدار وفقاً للمشغل: 2014—بلاي ستيشن 3، بلاي ستيشن فيتا |
| جاي-ستارز فيكتوري فيرسيس تاريخ الإصدار الأصلي: اليابان 19 مارس 2014        | ملاحظات: - لعبة فيديو قتالية - طورتها سبايك شونسوفت ونشرتها بانداي نامكو إنترتينمنت - تتميز اللعبة بمرحلة واحدة وشخصيتين لاعبتين وشخصية معاونة واحدة من سلسلة بليتش |
| جمب فورس تاريخ الإصدار الأصلي: اليابان 14 فبراير 2019 عالمي 15 فبراير 2019 | سنوات الإصدار وفقاً للمشغل: 2019—بلاي ستيشن 4، إكس بوكس ون، ستيم |
| جمب فورس تاريخ الإصدار الأصلي: اليابان 14 فبراير 2019 عالمي 15 فبراير 2019 | ملاحظات: - لعبة فيديو قتالية - طورتها سبايك شونسوفت ونشرتها بانداي نامكو إنترتينمنت - تتميز اللعبة بأربع شخصيات لاعبة من سلسلة بليتش                                |

## وصلات خارجية
- موقع بليتش الرسمي على بلاي ستيشن نسخة محفوظة 26 يناير 2012 على موقع واي باك مشين. (باليابانية)
- موقع القتال الرسمي (باليابانية)